# Individueller Ergodensatz
Der individuelle Ergodensatz ist ein wichtiger Satz der Ergodentheorie, einem Teilgebiet der Mathematik im Grenzbereich zwischen Stochastik und Theorie dynamischer Systeme. Alternativ wird der individuelle Ergodensatz auch Ergodensatz von Birkhoff oder punktweiser Ergodensatz genannt. Er liefert eine Form des starken Gesetzes der großen Zahlen für abhängige Zufallsvariablen und liefert die mathematische Grundlage der Ergodenhypothese der statistischen Physik.
Der Satz wurde im Jahr 1931 durch George David Birkhoff bewiesen, nach dem er auch benannt ist.
Ein kompakter Beweis ist mittels des Hopf'schen Maximal-Ergodenlemmas möglich. Außerdem kann der {\displaystyle {\mathcal {L}}^{p}}-Ergodensatz ohne großen Aufwand aus dem individuellen Ergodensatz hergeleitet werden.

## Aussage
Es sei {\displaystyle X} eine integrierbare Zufallsvariable (d. h., sie besitzt einen endlichen Erwartungswert) und {\displaystyle T} eine maßerhaltende Transformation auf dem zu Grunde liegenden Wahrscheinlichkeitsraum {\displaystyle (\Omega ,{\mathcal {A}},P)} (d. h. {\displaystyle P(T^{-1}(A))=P(A)} für alle {\displaystyle A} in {\displaystyle {\mathcal {A}}}). 
Dann konvergieren die Mittel 
{\displaystyle {\frac {1}{n}}\sum _{i=1}^{n}X\circ T^{i}(\omega )}
für {\displaystyle n\to \infty } fast sicher gegen eine Zufallsvariable {\displaystyle Y}. 
{\displaystyle Y} kann dabei messbar bezüglich der von den {\displaystyle T}-invarianten Mengen {\displaystyle A} (d. h. {\displaystyle T^{-1}(A)=A}) erzeugten σ-Algebra {\displaystyle {\mathcal {T}}} gewählt werden und lässt sich als bedingter Erwartungswert {\displaystyle E[X|{\mathcal {T}}]} darstellen.
Wenn {\displaystyle T} ergodisch ist, so ist {\displaystyle Y} fast sicher konstant gleich dem Erwartungswert von {\displaystyle X}.

## Das Beispiel eines stationären Prozesses
Die Zufallsvariablen {\displaystyle Y_{i}=X\circ T^{i}} ({\displaystyle i=1,2,\dots }) bilden einen stationären stochastischen Prozess, d. h. {\displaystyle (Y_{2},Y_{3},\dots )} ist so verteilt wie {\displaystyle (Y_{1},Y_{2},\dots )}. Umgekehrt lässt sich jeder stationäre stochastische Prozess {\displaystyle (Y_{i})_{i\geq 1}} in dieser Weise darstellen, wenn man annimmt, dass {\displaystyle \Omega =\mathbb {R} ^{\{1,2,\dots \}}} und {\displaystyle Y_{i}} von der Form {\displaystyle Y_{i}(\omega _{1},\omega _{2},\dots )=\omega _{i}} ist. (Wenn dies nicht der Fall ist, kann man den Bildraum {\displaystyle \mathbb {R} ^{\{1,2,\dots \}}} mit dem Bildmaß von {\displaystyle (Y_{1},Y_{2},\dots )} anstelle von {\displaystyle \Omega } und {\displaystyle P} betrachten.) Dabei ist {\displaystyle X(\omega _{1},\omega _{2},\dots )=\omega _{1}}, und der Linksshift, der {\displaystyle (\omega _{1},\omega _{2},\dots )} auf {\displaystyle (\omega _{2},\omega _{3},\dots )} abgebildet, ist die maßerhaltende Transformation. 
Wenn die {\displaystyle Y_{i}} einen endlichen Erwartungswert haben, konvergiert nach dem Ergodensatz also
{\displaystyle {\frac {1}{n}}\sum _{i=1}^{n}Y_{i}(\omega )}
für {\displaystyle n\to \infty } fast sicher gegen eine Zufallsvariable {\displaystyle Y}. Diese ist der bedingte Erwartungswert {\displaystyle E[Y_{i}|{\mathcal {T}}]} eines jeden {\displaystyle Y_{i}}.
Wenn Ergodizität vorliegt, ist {\displaystyle Y} fast sicher konstant, d. h. 
{\displaystyle {\frac {1}{n}}(Y_{1}+\dots +Y_{n})\,\to \,E[Y_{i}]}    fast sicher   ({\displaystyle i\geq 1} beliebig).